# Moutrot
Moutrot település Franciaországban, Meurthe-et-Moselle megyében. Lakosainak száma 320 fő (2022. január 1.). Moutrot Bicqueley, Blénod-lès-Toul, Crézilles, Gye és Ochey községekkel határos.

## Népesség
A település népességének változása:
| Lakosok száma | 131  | 146  | 167  | 290  | 300  | 292  | 303  | 312  | 312  | 320  |
|               | 1968 | 1982 | 1990 | 2006 | 2013 | 2015 | 2017 | 2019 | 2020 | 2022 |